# 应天 (朱泚)
应天（783年十月-十二月）是唐朝时叛变将领朱泚所用的年号，共计3个月。

## 纪年
| 应天 | 元年  |
| 公元 | 783年 |
| 干支 | 癸亥  |

## 參看
- 中国年号列表
- 其他时期使用应天年号
- 同期存在的其他政权年号
  - 建中（780年-783年）：唐德宗的年号
  - 延曆（782年八月十九日—806年五月十八日）：奈良時代、平安時代桓武天皇之年號
  - 大興（738年—794年）：渤海文王大欽茂之年號
  - 見龍（780年—783年）：南詔領袖異牟尋之年號

| 前一年號： -- | 唐朝年號 | 下一年號： 天皇 |